# Общество охраны природы Туркменистана
Общество охраны природы Туркменистана (ООПТ; туркм. Türkmenistanyň tebigaty goramak jemgyýeti) создано в 1968 году и является одним из старейших общественных объединений в стране. Оно занимается вопросами охраны окружающей среды, экологии и осуществляет научную, агитационно-пропагандистскую, экообразовательную работу. Основной целью его являются координирование общественных работ в области охраны природы, организация движения за здоровую и благоприятную экологическую обстановку в Туркменистане, привлечение граждан к решению вопросов охраны, рационального использования и воспроизводства природных ресурсов. Основано в декабре 1967 года Анвером Рустамовым, официально начало свою деятельность, согласно приказу № 313 Совета Министров Туркменской ССР, 25 июля 1968 года. Является членом Международного союза охраны природы и стратегическим партнёром Ассоциации развития гражданского общества. Включает в себя более 245 тысяч членов.
Директор Общества — Аллеков Сердар.

## История
ООПТ является общенациональной общественной организацией, действующей на всей территории Туркменистана и осуществляющей свою деятельность на принципах добровольности, равноправия, самоуправления и законности. Объединение открыто для сотрудничества с общественными, профессиональными, научными. творческими объединениями государственного и международного уровня, чья деятельность направлена на решение проблем охраны окружающей среды.
В 1978 году на 14-й Генеральной ассамблее МСОП, которая проходила в Ашхабаде, Общественное объединение охраны природы Туркменистана было принято в члены этого союза.
В октябре 2019 года ООПТ вступило в Глобальную сеть общественных организаций по снижению природных катастроф.
За годы деятельности ООПТ неоднократно перерегистрировалось в Службе государственной регистрации в связи с изменением и усовершенствованием законодательства страны.

## Деятельность
ООПТ принимало участие в разработке Красной книги Туркменистана в 1985, 1999 и 2011 году.

### Просветительская деятельность
ООПТ снимает фильмы и видеоролики, проводит экологические акции для школьников. Члены общества пишут стихи и очерки о природе.

### Природоохранная деятельность
ООПТ участвует в благотворительных акциях по облесению, уборке мусора.

## Критика
Туркменская правозащитница Наталия Шабунц утверждает, что общество охраны природы проводит «массовую варварскую и безумную вырубку лиственных деревьев и кустарников по всей стране».